# ژوآو کارلوس ده الیویرا

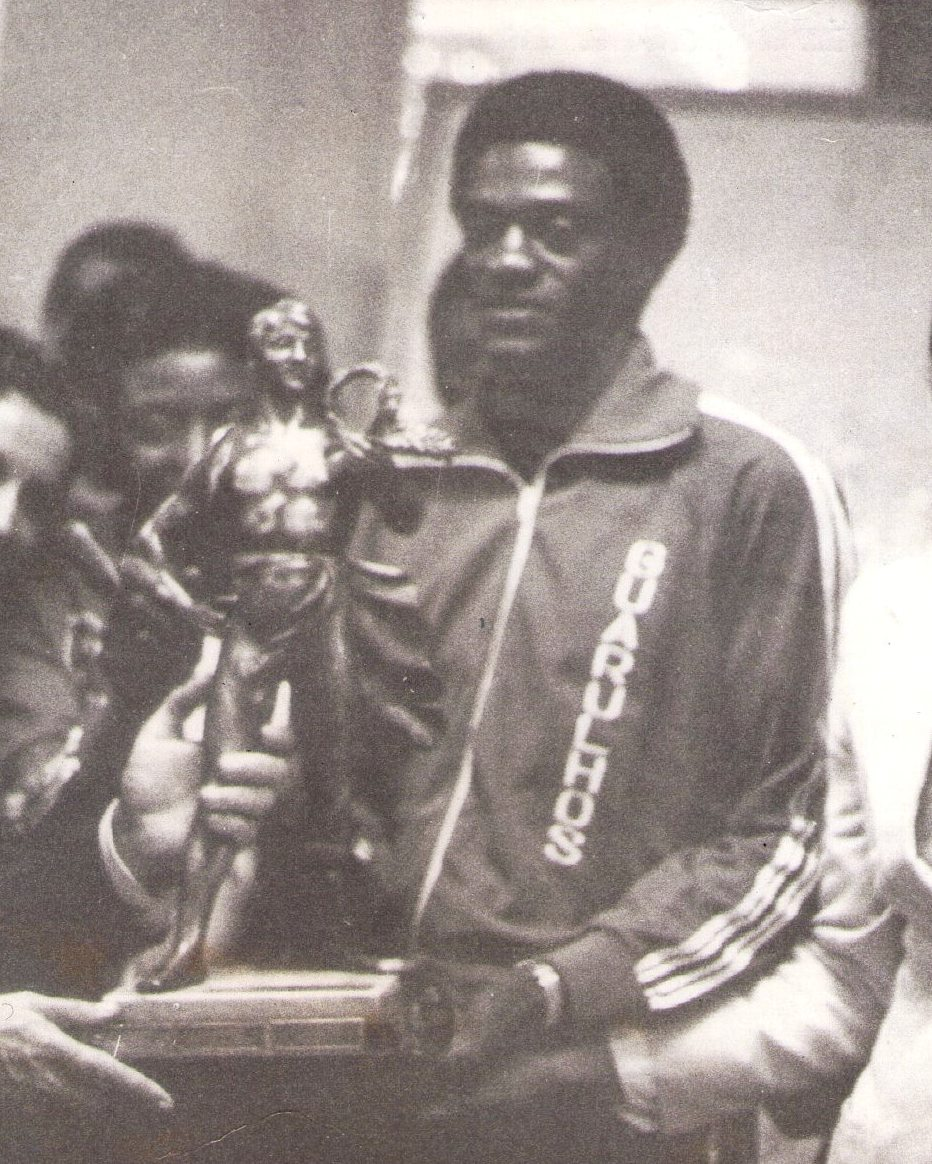
ژوآو کارلوس ده الیویرا - ۲۷ مهٔ ۱۹۸۰‏

ژوآو کارلوس ده الیویرا (پرتغالی: João Carlos de Oliveira؛ ۲۸ مه ۱۹۵۴ – ۲۹ مه ۱۹۹۹) ورزشکار پرش سه‌گام و پرش طول اهل برزیل بود.